# André Messager
Pour les articles homonymes, voir Messager.
Œuvres principales
La Basoche (1890)
Véronique (1898)
Fortunio (1907)
L'Amour masqué (1923)
Scènes principales
Opéra-Comique
Opéra de Paris
André Messager est un compositeur et chef d'orchestre français né le 30 décembre 1853 à Montluçon et mort le 24 février 1929 dans le 17e arrondissement de Paris.

## Biographie
André Messager se forme à l'école Niedermeyer auprès d'Eugène Gigout, de Gabriel Fauré et de Camille Saint-Saëns pour la composition, Adam Laussel pour le piano, et Clément Loret pour l'orgue, puis il travaille avec Saint-Saëns. Fauré lui proposa un poste d'organiste du chœur de Saint-Sulpice. Sa carrière de chef d'orchestre débute aux Folies-Bergère, puis il dirige l'orchestre du théâtre Eden en 1880 à Bruxelles. Il devint organiste à Saint-Paul-et-Saint-Louis en 1881 et à Sainte-Marie des Batignolles de 1882 à 1884.
En 1882, il voyage à Bayreuth en compagnie de Fauré. En 1898, lorsqu'Albert Carré devient directeur de l'Opéra-Comique, Messager sera nommé chef d'orchestre et y restera jusqu'en 1903. En 1900, il y crée Louise de Gustave Charpentier et en 1902, Pelléas et Mélisande que Claude Debussy lui a dédié. De 1901 à 1907, il dirige le Grand Opera Syndicate au Covent Garden de Londres. Du 1er janvier 1908 au 30 juillet 1914, il est codirecteur de l'Opéra de Paris avec Leimistin Broussan.
À partir de 1905, il est second chef d'orchestre des Concerts Lamoureux. Il dirige la Société des Concerts du Conservatoire de 1908 à 1919, orchestre avec lequel il fait une tournée aux États-Unis en 1918 au cours de laquelle il donne des concerts dans cinquante villes. Il fait aussi une tournée en Argentine. Il est élu en 1926 à la Ve section (composition musicale) de l'Académie des beaux-arts, où il succède à Émile Paladilhe.
Il est l'un des membres d'honneur de la Société nationale des beaux-arts en 1913.
Il compose principalement pour le théâtre en écrivant des musiques de ballets (Les Deux Pigeons, 1886, donné à l'Opéra Garnier), des opérettes et des opéras. Outre ses nombreuses œuvres lyriques, il a composé, avec Gabriel Fauré, la Messe des pêcheurs de Villerville, ainsi que Souvenirs de Bayreuth qui sont une caricature ou un amusement sur les principaux thèmes de Richard Wagner. Certaines de ses œuvres orchestrales sont une réussite, comme sa Symphonie qui reçoit la médaille d'or de la Société des compositeurs et est créée aux concerts Colonne le 20 janvier 1878.
Il est inhumé au cimetière de Passy (division 15), à Paris. Sa seconde épouse est décédée en 1938.

## Œuvres lyriques
- François les bas-bleus (opéra-comique en trois actes, théâtre des Folies-Dramatiques, 8 novembre 1883)
- La Fauvette du Temple (théâtre des Folies Dramatiques, 17 novembre 1885), paroles de Paul Burani et Eugène Humbert
- La Béarnaise (opéra-comique en trois actes, théâtre des Bouffes-Parisiens, 12 décembre 1885)
- Le Bourgeois de Calais (opéra comique en trois actes, théâtre des Folies Dramatiques, 6 avril 1887)
- Isoline (Renaissance, 26 décembre 1888)
- Le Mari de la reine (Bouffes-Parisiens, 18 décembre 1889)
- La Basoche[4] (Opéra-Comique, 30 mai 1890)
- Hélène (Vaudeville, 15 septembre 1891)
- Madame Chrysanthème, opéra inspiré du roman éponyme de Pierre Loti, livret de Georges Hartmann (théâtre de la Renaissance, 21 janvier 1893)
- Miss Dollar (Nouveau Théâtre, 22 décembre 1893)
- Mirette (Londres, 3 septembre 1894)
- La Fiancée en loterie (Folies Dramatiques, 15 février 1896)
- Le Chevalier d'Harmental (Opéra-Comique, 5 mai 1896)
- Les P'tites Michu[5] (Bouffes-Parisiens, 16 novembre 1897)
- La Montagne enchantée, pièce fantastique en 5 actes et 12 tableaux d'Émile Moreau et Albert Carré, musique André Messager et Xavier Leroux (théâtre de la Porte-Saint-Martin, 12 avril 1897)
- Véronique (Bouffes-Parisiens, 10 décembre 1898)
- Fortunio (Opéra-Comique, 5 juin 1907)
- Béatrice (Monte-Carlo, 21 mars 1914)
- Monsieur Beaucaire[6], opérette romantique en 3 actes (Birmingham, 7 avril 1919)
- La Petite Fonctionnaire, opérette en 3 actes d'Alfred Capus et Xavier Roux (théâtre Mogador, 14 mai 1921)
- L'Amour masqué, comédie musicale en 3 actes de Sacha Guitry (théâtre Édouard-VII, 1923)
- Passionnément, opérette en 3 actes de Maurice Hennequin et Albert Willemetz (théâtre de la Michodière, 16 janvier 1926)
- Coups de roulis, opérette en 3 actes d'Albert Willemetz  (théâtre Marigny, 1928).

## Ballets
- Fleur d'oranger, (Folies Bergère, 1878)
- Les Vins de France, (Folies Bergère, 1879)
- Mignons et Vilains, (Folies Bergère, 1879)
- Les Deux Pigeons, ballet en 2 actes (Opéra, 8 octobre 1886) dédié à Camille Saint-Saëns
- Scaramouche, (Nouveau-Théâtre, 17 octobre 1891)
- Amants éternels, (Théâtre-Libre, 26 décembre 1893)
- Le Procès des roses, (théâtre Marigny, 6 juin 1896)
- Le Chevalier aux fleurs, (théâtre Marigny, 15 mai 1897)
- Une aventure de la Guimard, (Opéra-Comique, 8 novembre 1900)

## Œuvres orchestrales
- Symphonie (1875)

## Œuvres de musique de chambre et instrumentales
- 3 valses, pour piano 4 mains (1884)
- Souvenirs de Bayreuth, pour piano 4 mains, avec Gabriel Fauré, c. 1888
- pour piano seul (1889):
  - Impromptu, Op.10
  - Habañera, Op.11
  - Menuet, Op.12
  - Mazurka, Op.13
  - Caprice polka, Op.14
  - Valse, Op.15
  - Pavane des fées
- Trois pièces, pour violon et piano (1897) : Barcarolle, Mazurka, Sérénade
- Solo de concours, pour clarinette et piano (1899)

## Discographie
- Souvenir de Bayreuth pour piano à 4 mains, en collaboration avec Gabriel Fauré. Jean-Philippe Collard & Bruno Rigutto. Dans coffret 2 CD Musique pour piano de Fauré, EMI 1983
- Anthologie d'extraits d'opérettes : Véronique, La Fauvette du Temple, François les bas bleus…. Artistes et chefs divers. 1 CD Forlane, dates d'enregistrements diverses
- Véronique et les autres, pots-pourris sur les musiques des œuvres lyriques. Sorties d'Artistes (ensemble instrumental). 1 CD Verres Luisants 2003
- Symphonie en la, de 1875. Orchestre symphonique du Mans dirigé par José-André Gendille ; complément : César Franck. 1 CD Skarbo 1992
- François les bas-bleus, opéra-comique de Bernicat, achevé par Messager en 1880. Clément, Lafaye… Chœurs & Orchestre Lyrique de la RTF dirigés par Marcel Cariven. 2 CD Gaîté Lyrique 1962 (avec Les Dragons de l'Impératrice)
- Scaramouche, ballet, Orchestre Symphonique de Toulon, dirigé par Guillaume Tourniaire. 1 CD Timpani 2018
- Les Deux Pigeons, ballet en 2 actes. Orchestra of the Welsh National Opera, dirigé par Richard Bonynge. 1 CD Decca 1991
- Les Deux Pigeons, ballet en 2 actes par l'Orchestre symphonique de Bournemouth dirigé par John Lanchbery (1983)  + Isoline, extraits de la musique de ballet, par l'Orchestre de Paris dirigé par Jean-Pierre Jacquillat (1968). 2 CD EMI
- Isoline, conte de fée de 1888. Micheau, Solistes, Chœurs et Orchestre Radio-Lyrique dirigés par Louis Beydts. 2 CD INA 1947
- La Basoche, opéra-comique de 1890. Maurane, Sautereau, Chœurs et Orchestre Radio-Lyrique dirigés par Tony Aubin. 2 CD Gaîté Lyrique 1960
- Véronique, opéra-comique de 1898. Mesplé, Dens, Concerts Lamoureux dirigés par Jean-Claude Hartemann. 2 CD EMI 1969
- Les Dragons de l'Impératrice, extraits de l'opéra-comique de 1905. Clément, Linval, Chœurs et Orchestre Radio-Lyrique dirigés par Roger Ellis. 2 CD Gaîté Lyrique 1959 (avec François les bas-bleus)
- Fortunio, comédie lyrique de 1907 d'après Musset. Alliot-Lugaz, Dran, Opéra de Lyon dirigés par John Eliot Gardiner. 2 CD Erato 1987
- Monsieur Beaucaire, opérette romantique en 3 actes de 1919/1925. Clément, Dachary, Chœurs et Orchestre Radio-Lyrique dirigés par Jules Gressier. 2 CD Gaîté Lyrique 1958
- L'Amour masqué, opérette de 1923. Raynal, Marais, orchestre non précisé, dirigés par Raymond Legrand. 1 CD Gaîté Lyrique, année d'enregistrement non précisée
- Passionnément, opérette de 1926 ; complément : Les P'tites Michu, extraits de l'opérette de 1897. Maurane, Collart, Chœurs et Orchestre Radio-Lyrique, dirigés par Jean-Paul Kreder et Roger Ellis. 2 CD Gaîté Lyrique 1964 & 1958
- Coup de roulis, opérette en 3 actes de 1929. Dachary, Collart, Rey, Chœurs et Orchestre Lyrique de l'ORTF, dirigés par Marcel Cariven. 2 CD Gaîté Lyrique 1963
- La Petite Fonctionnaire, extraits, opérette en 3 actes de 1921, avec Denise Duval et l'Orchestre lyrique de la RTF, dirigés par Marcel Cariven. Concert enregistré le 19 novembre 1955, publié le 28 octobre 2013 par INA Musique {s}
- Music for Clarinet and Piano, œuvres de Francis Poulenc, André Messager, Horovitz, Paul Jeanjean, Jean Françaix et Bohuslav Martinů, par Julian Bliss, clarinette, et Julien Quentin, piano (2003, EMI Classics)

## Hommages

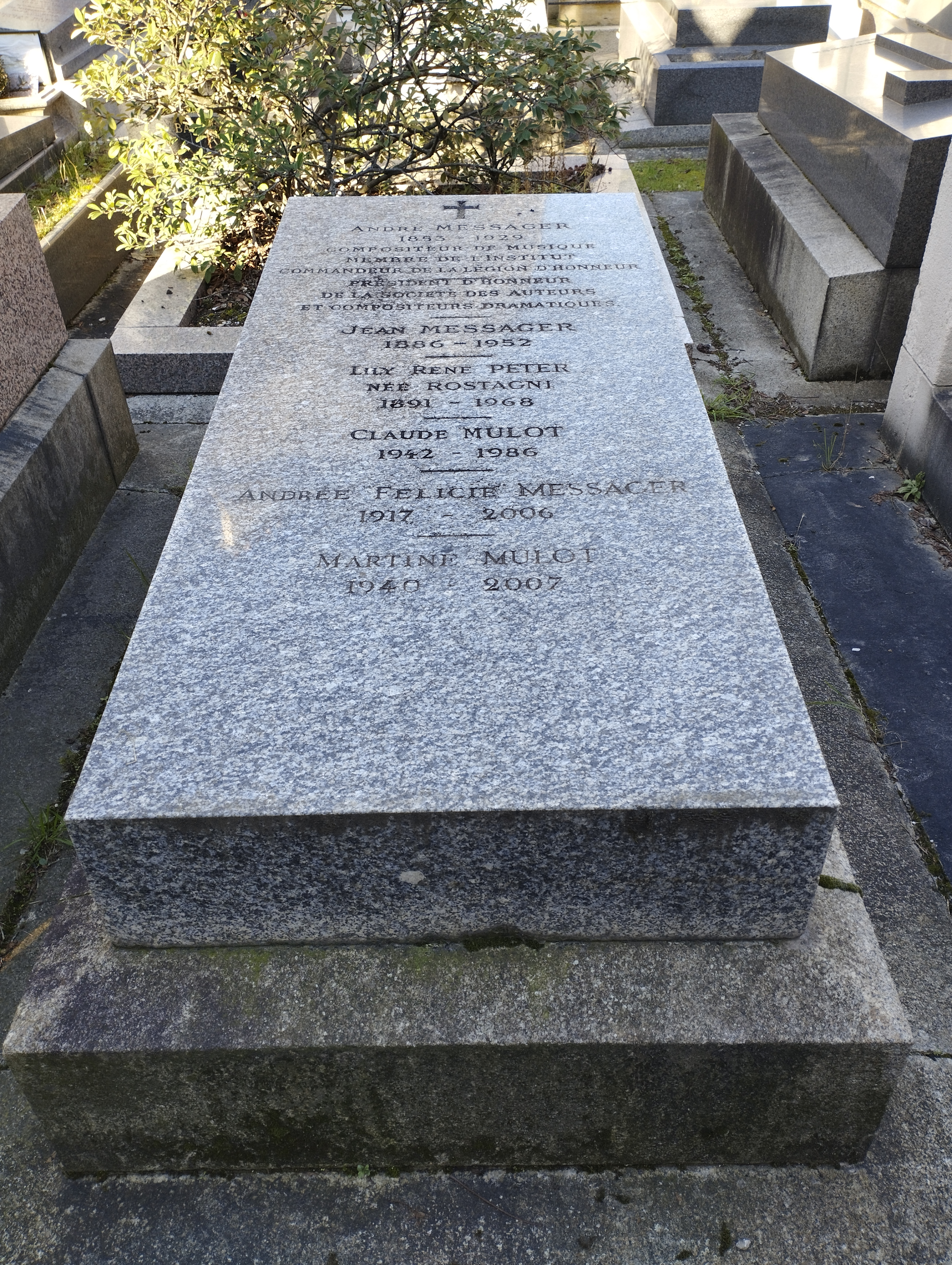
Tombe d'André Messager et Claude Mulot au cimetière de Passy (division 15).

De nombreuses rues et places en France portent son nom comme :
- la rue André-Messager dans le 18e arrondissement de Paris depuis 1929.
- les rues André Messager à Montluçon, sa ville natale, à Saint-Étienne, à Brest etc.
- les avenues André Messager à Roissy-en-Brie, à Montivilliers etc.
- les places André Messager à Béthune, à Quincy-sous-Sénart etc.
- les squares André Messager à Épernay, à Gouvieux etc.
- les allées André Messager à Reims, à Villepinte etc.
- les impasses André Messager au Havre, à Montreuil etc.

mais aussi à l'étranger comme :
- la rua André Messager à São Paulo.

Des bâtiments publics portent également son nom comme :
- le théâtre André Messager de Néris-les-Bains ;
- la salle André Messager au sein de l'Opéra Garnier ;
- le conservatoire André Messager à Montluçon inauguré en 2010.

Des monuments à André Messager se trouvent :
- à l'Opéra de Paris : un buste en bronze par le sculpteur Jean Descamps inauguré en 1938 ;
- à Montluçon : un buste en bronze par Pierre Fournier des Corats, inauguré en 1953 dans les jardins Wilson pour le centenaire de la naissance du compositeur. Restauré en 2003 à l'occasion du 150e anniversaire.

Un timbre a été émis à son effigie en France en 1983.